# Els àngels de Charlie
|  | Aquest article tracta sobre la sèrie de televisió dels anys 1970. Si cerqueu la pel·lícula del 2000, vegeu «Els àngels de Charlie (pel·lícula)». |

Els àngels de Charlie fou una sèrie de televisió estatunidenca, emesa per la cadena ABC entre 1976 i 1981. La sèrie narra les aventures de tres dones (els àngels) que abandonaren el Cos de Policia per treballar en una Agència de detectius propietat de Charles Townsend (Charlie). El 2008 s'havia rumorejat amb la possibilitat de reunir de nou les tres actrius principals per enregistrar una seqüela, la qual cosa serà del tot impossible amb la prematura desaparició de Farrah Fawcett. Les dues primeres temporades de la sèrie van ser doblades al valencià per Canal Nou i emeses el 2004.

## Argument
L'argument inicial es resumia en les paraules pronunciades pel detectiu privat Charlie Townsend, amb les que s'iniciava cada capítol: «Una vegada hi havia tres noietes que anaren a l'academia de policia. Les hi assignaven missions molt perilloses. Però jo les vaig apartar de tot allò i ara treballen per a mi. Jo em dic Charlie». Els successius episodis giraven al voltant d'una missió assignada per Charlie a les seves tres joves detectius. Les missions, amb freqüència arriscades (robatoris, assassinats, segrestos…), se solucionaven amb els àngels interpretant personatges que ajudaven a mantenir el seu anonimat investigant d'incògnit el cas i interaccionant amb els sospitosos.

## Repartiment
El personatge de Charlie, la cara del qual no es mostrà mai en pantalla durant les cinc temporades de la sèrie, comptà amb la veu de l'actor John Forsythe.
Les tres àngels originals foren Sabrina Duncan (Kate Jackson), Jill Munroe (Farrah Fawcett) i Kelly Garrett (Jaclyn Smith).
En successives temporades quan un dels àngels deixava la sèrie un nou "àngel" s'incorporava per a substituir-la. Així, a la segona temporada arribaria Kris Monroe (Cheryl Ladd), a la quarta Tiffany Welles (Shelley Hack) i a la cinquena Julie Rogers (Tanya Roberts). L'únic àngel que romangué durant tota la sèrie fou Kelly, juntament a l'ajudant de Charlie, Bosley, interpretat per David Doyle.

## Repercussions
La sèrie, des de la seva primera temporada, es convertí en un autèntic fenomen mediàtic i les seves tres actrius protagonistes es veieren catapultades a la fama.
Amb el temps, la sèrie ha arribat a convertir-se en una icona de la cultura pop, una sèrie de culte, i la imatge de les actrius s'ha reproduït en tota mena de productes publicitaris (revistes, comics, etc.).

## Versions al cinema
El 2000 s'enregistrà la versió cinematogràfica, protagonitzada per Cameron Diaz, Drew Barrymore, i Lucy Liu, on són contractades per Vivien Wood per localitzar al seu soci David Knost, creador de la companyia "Tecnología Knost", segons un vídeo, segrestat. Més tard es descobreix que l'objectiu real és localitzar i acabar amb Charlie, acció que els àngels hauran d'evitar.
Posteriorment, es rodà una segona part (Els àngels de Charlie: Al límit), estrenada el 2003, en la qual s'han d'enfrontar a la dolenta ex-àngel Demi Moore. Un dels àngels originals, Jaclyn Smith, apareix en aquesta pel·lícula fent un cameo.
L'any 2019 es va estrenar una versió feminista a càrrec de la directora i actriu Elizabeth Banks protagonitzada per Kristen Stewart, Naomi Scott i Ella Balinska.

## 2008: possible reunió dels 3àngelsoriginals
El juliol de 2008 apareixen rumors sobre una possible reunió de les tres actrius inicials per realitzar una seqüela, sense especificar-se si en format sèrie per a televisió o si per a una pel·lícula. Es rumoreja que les tres, ja d'edat madura, es reservarien el paper de caps d'una nova agència d'àngels, que comptaria amb noves detectius.